# L'Attentat de la Rue Saint-Nicaise (téléfilm)
Pour plus de détails, voir Fiche technique et Distribution.
L'Attentat de la Rue Saint-Nicaise est un téléfilm réalisé pour la télévision française en 1978 et faisant partie de la série Les Grandes Conjurations, reconstitution historique qui retrace la conspiration royaliste visant à assassiner Napoléon Bonaparte en 1800.